# Il futuro è donna
Il futuro è donna è un film del 1984 diretto da Marco Ferreri, alla cui sceneggiatura hanno collaborato Dacia Maraini e Piera Degli Esposti.

## Trama
In una affollata discoteca, Malvina, una ragazza incinta, viene molestata e sballottata da un gruppo di balordi. È presente Anna, che la salva dall'aggressione e la porta a casa sua, dove vive col suo compagno Gordon. Si instaura quindi uno strano rapporto tra i tre, fatto di ammiccamenti, di mille sfumature e tentazioni: le scene di sesso non mancano, ma Anna sembra riversare nell'imminente maternità della nuova amica l'entusiasmo che non ha potuto finora avere in prima persona, non avendo mai avuto figli.
Un giorno, mentre i tre assistono a un concerto di Pierangelo Bertoli, un gruppo di giovani sbandati irrompe nel palasport: seguono degli scontri in cui Gordon perde la vita a seguito di un duro colpo alla testa, mentre cercava di proteggere Malvina. Dopo l'evacuazione del palasport, uno sbalordito Bertoli riprende il concerto davanti agli spalti ormai quasi deserti, col terzetto di protagonisti ancora al suo posto nonostante il corpo di uno di loro sia senza vita. Il nascituro invece è salvo. Ora le due donne stringono ancora di più il loro rapporto: lasciano la città e si fermano su una spiaggia, dove nascerà il figlio di Malvina. Dopo aver partorito, questa parte senza dire una parola, lasciando il bambino nelle mani di Anna.

## Colonna sonora
La colonna sonora del film contiene canzoni di Renato Pareti, Sergio Menegale, Pierangelo Bertoli, Miki Chieregato, Federico Di Bonaventura.